# Trigonostoma milleri
Trigonostoma milleri is een slakkensoort uit de familie van de Cancellariidae. De wetenschappelijke naam van de soort is voor het eerst geldig gepubliceerd in 1949 door Burch.